# Lista de rios da Bahia

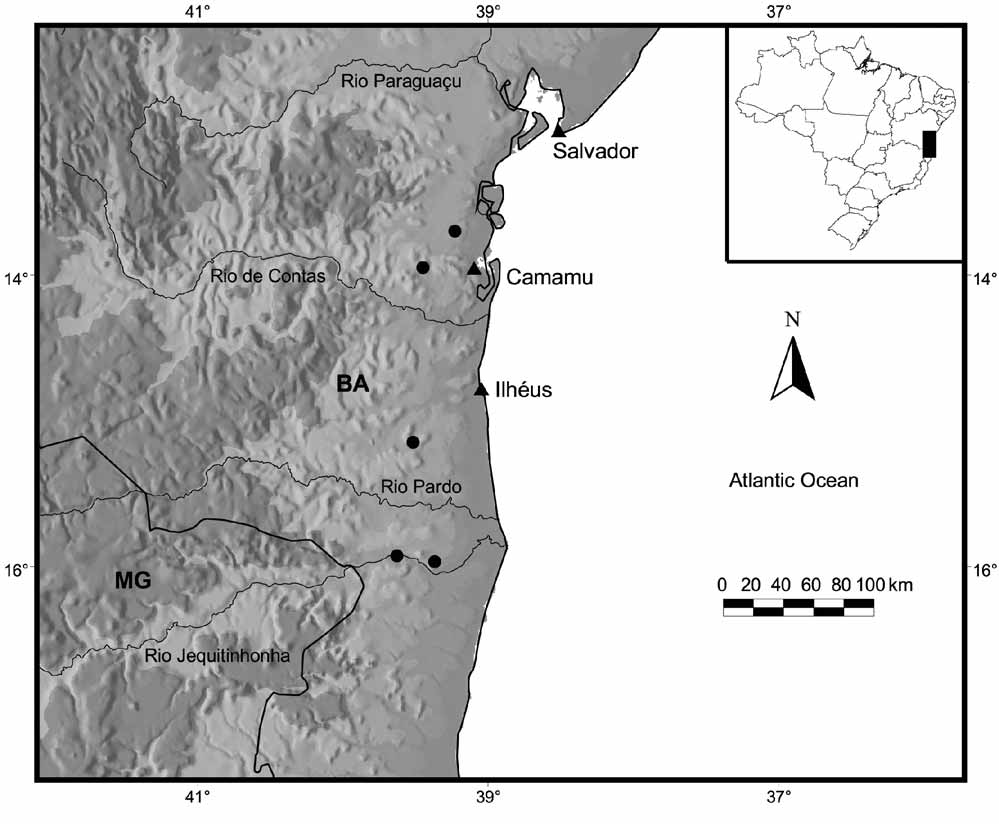
Mapa parcial da Bahia com destaque a quatro rios que deságuam no litoral baiano: Paraguaçu, de Contas, Pardo e Jequitinhonha (no sentido de norte a sul).

Esta é uma lista de rios da Bahia, ou seja, rios que correm pelo território do estado brasileiro da Bahia. Todos os rios baianos são voltados para o Oceano Atlântico e, no nível nacional, são divididos entre a região hidrográfica do São Francisco e a região hidrográfica do Atlântico Leste. Em termos naturais, as principais bacias hidrográficas do território baiano são a bacia do rio São Francisco, a bacia do rio Paraguaçu, a bacia do rio Subaé, a bacia do rio de Contas, a bacia do rio Jequitinhonha, a bacia do rio Jequiriçá, a bacia do rio Mucuri.
A maioria dos rios baianos tem a foz no próprio litoral baiano, a principal exceção é o rio São Francisco. Já alguns mineiros deságuam no litoral do extremo sul baiano. Os rios Real e Mucuri limitam o território baiano com Sergipe e Espírito Santo, respectivamente.

## Lista de rios

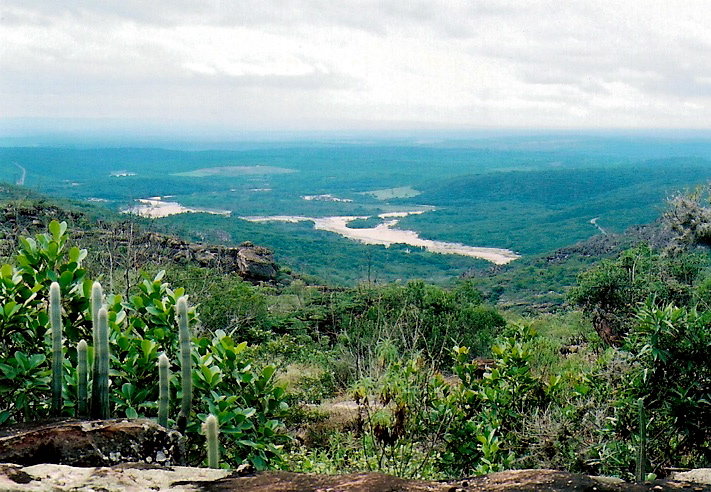
O Rio Paraguaçu visto de longe.

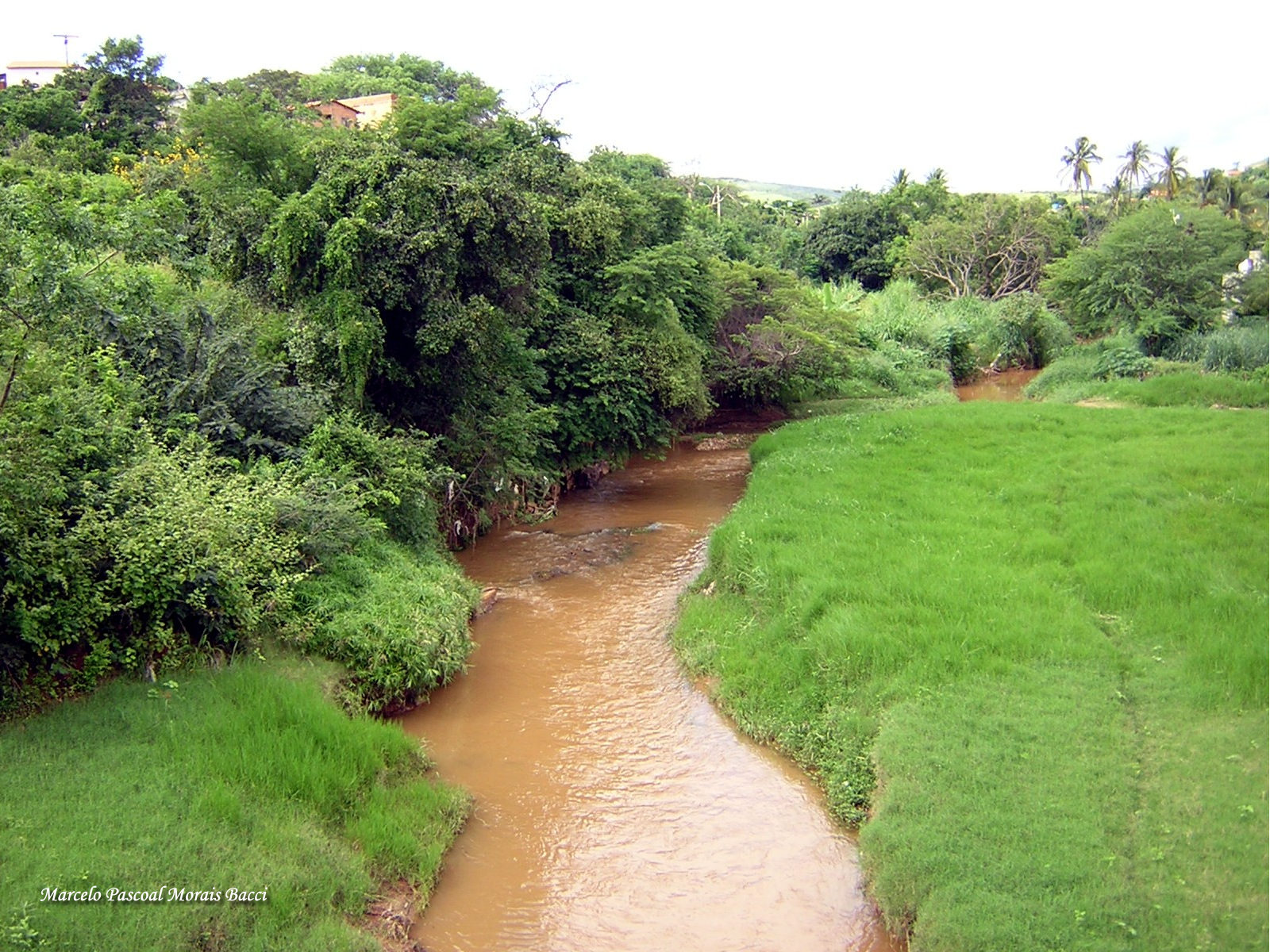
Rio Cabeceiras corta a cidade de Urandi.

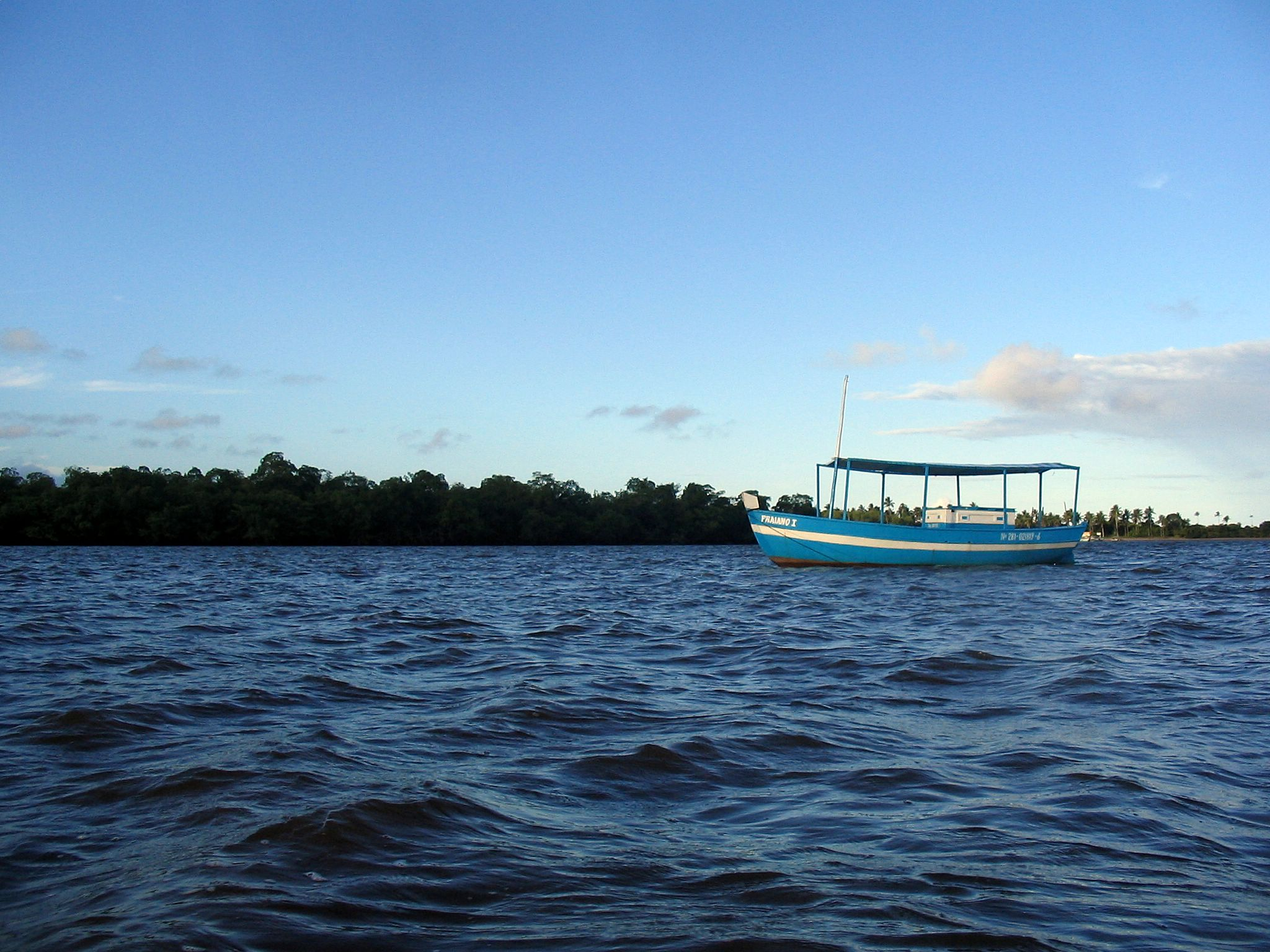
Barco navengando no Rio de Contas, no município de Itacaré.

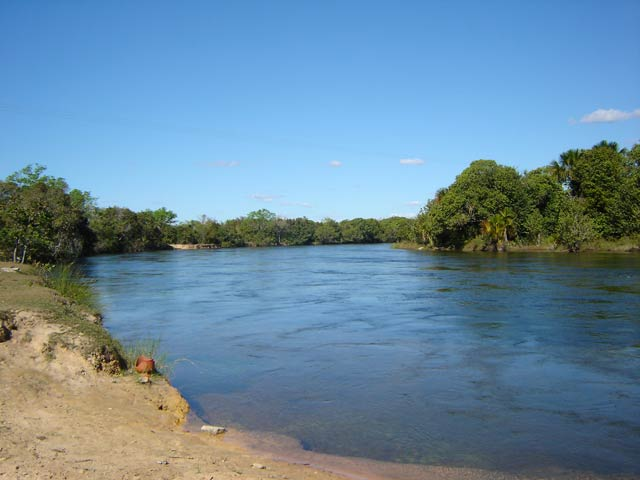
Rio Preto no município de Santa Rita de Cássia.

Abaixo os rios baianos estão organizados segundo a região hidrográfica nacional à qual pertencem (São Francisco ou Atlântico Leste).

### São Francisco
- Rio São Francisco
  - Rio Carinhanha
    - Rio Itaguari

  - Rio Corrente
  - Rio Curaçá
  - Rio Grande
    - Rio das Ondas
      - Rio das Pedras

    - Rio Preto
      - Rio do Ouro
      - Rio Pajeú
      - Rio Sapão

  - Rio Itapicuru
  - Rio Jacaré
  - Rio Paramirim
  - Rio das Rãs
  - Rio Salitre
  - Rio Santo Onofre
  - Rio Verde Grande (Bahia e Minas Gerais)

### Atlântico Leste
Foz no litoral norte
- Rio Inhambupe
- Rio Itapicuru
  - Rio Cariacá
- Rio Jiquiriçá
- Rio Joanes
  - Rio Sapato
  - Rio Ipitanga
- Rio Pojuca
- Rio Real
- Rio Subaúma
- Rio Vaza-Barris (Bahia e Sergipe)

Foz no litoral soteropolitano
Foz na Baía de Todos-os-Santos
- Rio Jaguaripe
- Rio Paraguaçu
  - Rio Capivari
  - Rio Santo Antônio
  - Rio Tupim
  - Rio do Peixe
  - Rio Jacuípe
    - Rio Sacraiú

  - Rio Utinga
    - Rio de Cachoeirinha ou Rio das Lajes

  - Rio Una
- Rio Subaé
  - Rio Serjimirim

Foz no litoral sul e extremo sul
- Rio Almada
- Rio de Contas
  - Rio Brumado
    - Rio do Antônio (ver Microbacia do rio do Antônio)

  - Rio Gavião
  - Rio Gongoji
  - Rio Jequiezinho
  - Rio Gavião
  - Rio Sincorá
  - Rio Jacaré
- Rio Buranhém
- Rio Cachoeira
  - Rio Colônia
  - Rio Itacanoeira
  - Rio Salgado
  - Rio Santana
- Rio Caraíva
- Rio dos Frades
- Rio Itanhém ou Rio Alcobaça
- Rio Jequitinhonha (Minas Gerais e Bahia)
- Rio João de Tiba
- Rio Jucuruçu (Minas Gerais e Bahia)
- Rio Mucuri (Minas Gerais e Bahia)
- Rio Pardo
  - Rio Catolé Grande
- Rio Peruípe (Minas Gerais e Bahia)
  - Rio do Meio
- Rio Tijuípe
- Rio Verruga